# Сеньків (ґміна)
Ґміна Сєнькув (пол. Gmina Sieńków) — колишня (1934—1939 рр.) сільська ґміна Радехівського повіту Тарнопольського воєводства Польської республіки (1918—1939) рр. Центром ґміни було село Сєнькув.

1 серпня 1934 р. було створено ґміну Сєнькув у Радехівському повіті. До неї увійшли сільські громади: Барилув, Кулікув, Сєнькув, Увін і Воліца Барилова.

У 1934 р. територія ґміни становила 73,41 км². Населення ґміни станом на 1931 рік становило 3 862 особи. Налічувалось 692 житлові будинки.
В 1940 р. ґміна ліквідована у зв’язку з утворенням Лопатинського району.